# Ngampelrejo
Ngampelrejo is een bestuurslaag in het regentschap Jember van de provincie Oost-Java, Indonesië. Ngampelrejo telt 4545 inwoners (volkstelling 2010).